# Внутренняя флексия
Внутренняя флексия — выражение грамматических значений при помощи изменения состава корня, например:
- рус. собирать — собрать
- нем. ziehen (тащить) — zogen (тащили)
- англ. foot (нога) — feet (ноги)
- эст. tuba (комната (номинатив)) — toad (комнаты (генитив))

Внутренняя флексия может применяться наряду с внешней флексией, то есть с выражением грамматических значений при помощи аффиксов.
Внутренняя флексия встречается во многих индоевропейских, в прибалтийско-финских, саамских, нахско-дагестанских, грузинском языках. Это понятие может распространяться также на изменения огласовок корня в семитских языках.
Впервые внутренняя флексия была исследована Ф. Шлегелем, который видел в ней проявление германского духа.